# Nevralgia
Nevralgia ou neuralgia é a dor em um ou mais nervos provocada por uma mudança na estrutura ou função neurológica dos nervos, em vez de serem por excitação dos receptores saudáveis de dor. A neuralgia se enquadra em duas categorias: a neuralgia central, em que a causa da dor é localizada na medula espinal ou cerebral, e a neuralgia periférica. Esta dor incomum supostamente está ligada a quatro possíveis mecanismos: mau funcionamento de portões do canal iônico, as fibras nervosas tornam-se mecanicamente sensíveis e criaram um sinal ectópicos, os sinais nas fibras tocadas atravessar as fibras de dor e mau funcionamento devido danos no cérebro e na medula espinhal.

## Fisiopatologia
Sob o título geral de nevralgia estão nevralgia trigeminal ou nevralgia do trigêmeo (TN), nevralgia trigeminal atípica (ATN) ou dor facial atípica, nevralgia occipital, nevralgia do glossofaríngeo e a nevralgia pós-herpética ou nevralgia herpética (causada por Herpes-zóster ou herpes). O termo nevralgia também é utilizado para se referir a dor associada com a ciática e a  plexopatia braquiais.

### Nevralgia do trigêmeo
A nevralgia do trigêmeo (também conhecida como tique doloroso) é uma disfunção do nervo trigêmeo que produz uma dor forte, aguda e em pontada na distribuição de um ou mais ramos do nervo trigêmeo. A nevralgia do trigêmeo afeta cerca de 155 pessoas a cada milhão e ocorre mais frequentemente após os cinquenta anos de idade.

### Nevralgia trigeminal atípica
A Nevralgia trigeminal atípica consiste de uma dor facial unilateral, quase contínua e que às vezes se estende para o pescoço.
É uma dor constante, com sensação de queimação que pode ser uma distribuição restrita em seu início, mas logo se espalha para o restante da face no lado afetado, às vezes envolvenco o pescoçõ ou a parte posterior da cabeça. É comum em mulheres de meia-idade, deprimidas, embora não está claro se há qualquer relação entre a depressão e a dor.

### Nevralgia occipital
A neuralgia occipital é caracterizada por dor persistente na base do crânio com ocasionais súbitas, parestesias semelhantes a choque elétrico na distribuição de nervos occipitais maiores e menores.

### Nevralgia do glossofaríngeo
A primeira descrição foi feita por Theodore H. Weisenburg em 1910, descrevendo um padrão neurológico semelhante aquela encontrado em modalidade idiopática, com a ressalva de que uma dor pode persistir entre os paroxismos álgicos e pode existir um déficit de sensibilidade na área abastecida por nervos glossofaríngeos.

### Nevralgia pós-herpética
Se desenvolve em cerca de 15% dos pacientes que apresentaram a Herpes-zóster, é mais provável em indivíduos idosos, nessa faixa etária, o ramo oftálmico é o frequentemente acometido e as lesões podem tomar-se hemorrágico-necróticas, ou pessoas particularmente imunocomprometidas quando a erupção é intensa e quando a primeira divisão do nervo trigêmeo estiver comprometida.

## Diagnóstico
O diagnóstico da neuralgia é difícil, e é comum existirem erros de diagnósticos. O diagnóstico tipicamente envolve a localização do nervo danificado por estimulação da via específica danificado ou por falta de identificação da função sensorial. O ensaio mais comum para a neuralgia é uma condução nervosa, tais como a utilização de microneurografia, em que o nervo periférico é estimulado e gravações são tomadas a partir de uma porção puramente sensorial do nervo.